# Jasło-Gebirge

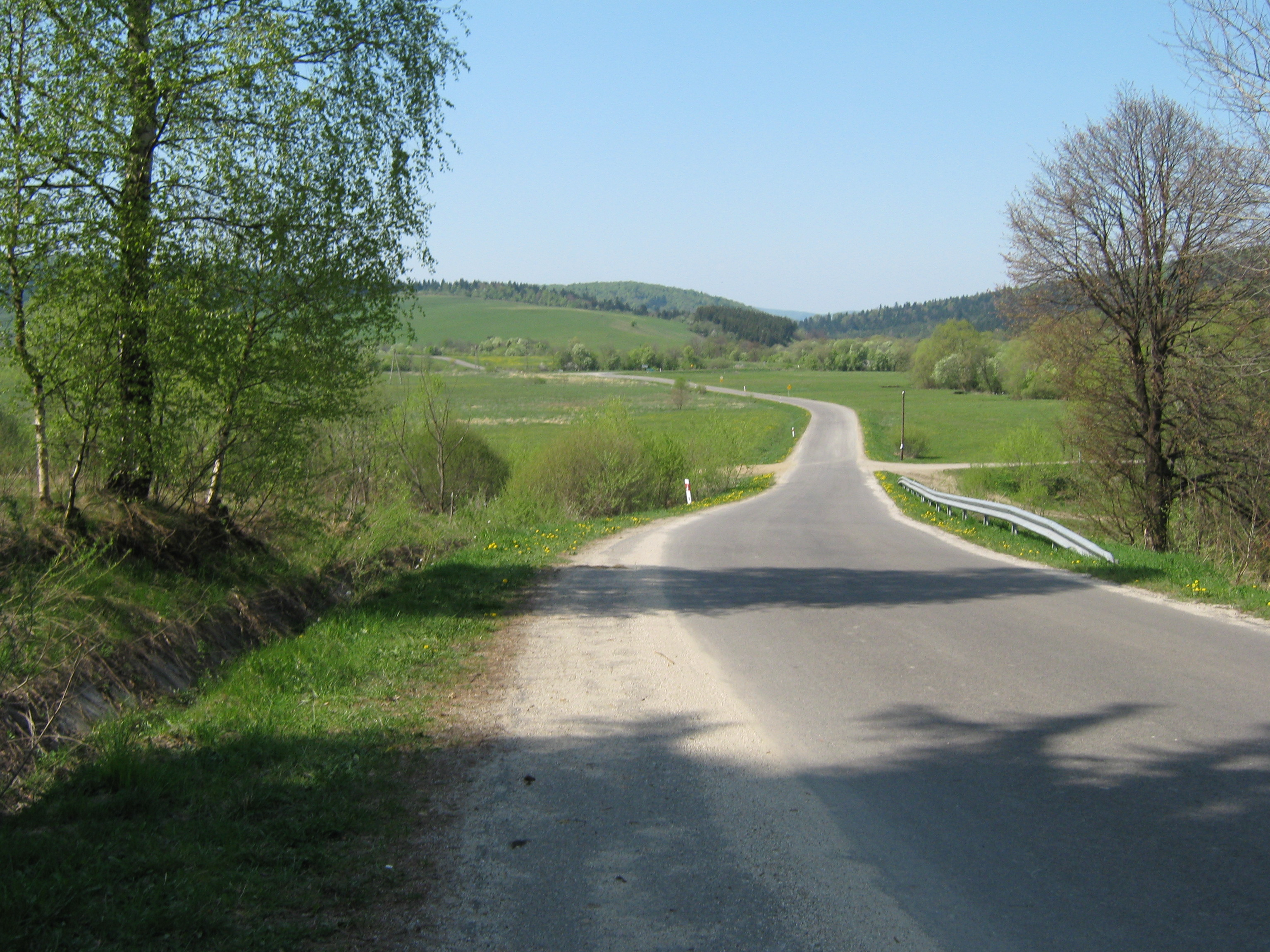
Grab (Woiwodschaft Karpatenvorland)

Das Jasło-Gebirge (polnisch: Pogórze Jasielskie) besteht aus Vorbergen des Mittelbeskiden-Vorgebirge im südlichen Polen in der Woiwodschaft Karpatenvorland. Sein höchster Gipfel ist 430 m. 

## Geographie
Das Gebirge grenzt im Osten an das Buków-Gebirge, im Süden an die Niederen Beskiden und im Norden an das Gorlice-Becken und das Jasło-Krosno-Becken. Es liegt an den Flüssen Wisłok, Bednarka und Jasiołka im Osten. 

## Gliederung
Das Gebirge gliedert sich in mehrere Kämme.

## Geschichte
Unter dem König Kasimir dem Großen folgte ein großer Landesausbau durch die deutschrechtliche Kolonisation in der örtlichen Wäldern, weil nach 1340 die staatliche Grenze nach Osten verschoben wurde. Unter anderem siedelten sich dort auch deutsche Siedler (siehe Walddeutsche) an. Im Gebirge lebten später neben den polnischen Römisch-Katholiken auch Griechisch-Katholiken (Dolinianie, Lemken und Walachen).
Das Jasło-Gebirge ist zusammen mit den anliegenden Gebieten das älteste Erdölförderungsgebiet der Welt. In Bóbrka, wo der älteste Erdölbohrturm der Welt steht, befindet sich das Museum der Öl- und Gasindustrie Bóbrka.

## Städte
Am Nordrand des Gebirges liegt das namensgebende Jasło.

## Tourismus
Durch das Gebirge verlaufen zahlreiche markierte Wander- und Fahrradwege.

## Nachweise
- Jerzy Kondracki: Geografia regionalna Polski. Warszawa: Wyd. Naukowe PWN, 1998. ISBN 83-01-12479-2